# Старое Адмиралтейство
Старое Адмиралтейство, или просто Пристройка (англ. Admiralty Extension) — здание в стиле Королевы Анны в историческом центре Лондона, перед плацем Конной гвардии. Место размещения правительственных учреждений Великобритании.
Построено в 1890-е годы, в период гонки морских вооружений с Германией. До 1964 года в нем размещались отделы Адмиралтейства. Позже перешло в ведение правительства и используется под учреждения по мере надобности. В нем размещаются квартиры для членов правительства и проводятся приемы.